# Adolf Peter Hoffmann
Adolf Peter Hoffmann (* 29. Januar 1906 in Köln; † 23. Juli 1982 in Ost-Berlin) war ein deutscher Schauspieler, der in seiner Schauspielerkarriere in zahlreichen DEFA- und DFF-Filmproduktionen mitspielte. Daneben arbeitete er als Regisseur und Schauspieldirektor diverser Theaterbühnen in der SBZ bzw. DDR.

## Leben
Hoffmanns Schauspielkarriere begann 1925 auf einer Bühne in Würzburg, gefolgt von Bühnentätigkeiten in Lübeck, Saarbrücken, Danzig, Frankfurt/M. Nach dem Ende des Zweiten Weltkriegs wirkte er neben seiner Schauspieltätigkeit auch als Regisseur und Schauspieldirektor in Magdeburg, Rostock und Erfurt. Von 1954 bis 1974 hatte er ein langjähriges Engagement am Deutschen Theater Berlin. Neben seiner Theaterarbeit spielte der Künstler auch in zahlreichen Film- und Fernsehproduktionen der DEFA, vor allem aber für den Deutschen Fernsehfunk (DFF). Zu seinen bekanntesten Filmrollen gehört der Kriminalkommissar Knappe in Slatan Dudows Stärker als die Nacht von 1954.
Er war mit der Schauspielerin Gaby Jäh (1912–2015) verheiratet; sein Sohn Tim Hoffmann (1943–2015) war ebenfalls Schauspieler.

## Filmografie (Auswahl)
- 1954: Stärker als die Nacht
- 1954: Ernst Thälmann – Sohn seiner Klasse
- 1955: Ernst Thälmann – Führer seiner Klasse
- 1956: Thomas Müntzer – Ein Film deutscher Geschichte
- 1956: Der Hauptmann von Köln
- 1957: Wo du hingehst…
- 1957: Gejagt bis zum Morgen
- 1957: Zwei Mütter
- 1958: Emilia Galotti
- 1958: Das Lied der Matrosen
- 1959: SAS 181 antwortet nicht
- 1960: Fernsehpitaval: Der Fall Haarmann (Fernsehreihe)
- 1960: Das Leben beginnt
- 1960: Trübe Wasser
- 1960: Fünf Patronenhülsen
- 1960: Tanzmädchen für Istanbul
- 1960: Was wäre, wenn …?
- 1960/2014: Sommerwege
- 1961: Steinzeitballade
- 1962: Fernsehpitaval: Auf der Flucht erschossen
- 1962/1990: Monolog für einen Taxifahrer (Fernsehfilm)
- 1963: Bonner Pitaval: Die Affäre Heyde-Sawade (Fernsehreihe)
- 1965: Die Abenteuer des Werner Holt
- 1965: Solange Leben in mir ist
- 1966/2009: Hände hoch oder ich schieße
- 1966: Die Perser
- 1966: Die Söhne der großen Bärin
- 1967: Die gefrorenen Blitze
- 1967: Chingachgook – Die große Schlange
- 1968: Der Mord, der nie verjährt
- 1969: Der Staatsanwalt hat das Wort: Die Falschmeldung (TV-Reihe)
- 1970: Effi Briest (Fernsehfilm)
- 1971: König Lear
- 1972: Der Staatsanwalt hat das Wort: Alleingang (TV-Reihe)
- 1972: Trotz alledem!
- 1973: Stülpner-Legende (TV)
- 1973: Wolz – Leben und Verklärung eines deutschen Anarchisten
- 1977: Polizeiruf 110 – Des Alleinseins müde (TV-Reihe)
- 1980: Der Baulöwe
- 1980: Archiv des Todes (TV)
- 1980: Gevatter Tod (TV)
- 1981: Der ungebetene Gast (TV)
- 1982: Melanie van der Straaten (Fernsehfilm)
- 1982: Geschichten übern Gartenzaun (TV)
- 1982: Familie Rechlin (TV-Zweiteiler)

## Theater

### Schauspieler
- 1949: Johann Wolfgang von Goethe: Faust I (Mephisto) (Städtische Bühnen Magdeburg)
- 1954: Juri Burjakowski: Julius Fucik (Untersuchungsrichter) – Regie: Wolfgang Langhoff (Deutsches Theater Berlin)
- 1955: Arno Holz: Sozialaristokraten (Dr. Gehrke) – Regie: Ernst Kahler (Deutsches Theater Berlin – Kammerspiele)
- 1956: Peter Hacks: Eröffnung des indischen Zeitalters – Regie: Ernst Kahler (Deutsches Theater Berlin)
- 1957: Emmanuel Roblès: Montserrat (Pater Coronil) – Regie: Ernst Kahler (Deutsches Theater Berlin – Kammerspiele)
- 1958: Joachim Knauth: Wer die Wahl hat (Kriminalrat Schmeisser) – Regie: Ernst Kahler (Deutsches Theater Berlin – Kammerspiele)
- 1959: Friedrich Schiller: Wallenstein (Illo) – Regie: Karl Paryla (Deutsches Theater Berlin)
- 1960: Erwin Strittmatter: Die Holländerbraut – Regie: Benno Besson (Deutsches Theater Berlin)
- 1961: Robert Adolf Stemmle/Erich Engel: Affäre Blum (Landgerichtsrat Konrad) – Regie: Hagen Mueller-Stahl (Volksbühne Berlin)
- 1962:George Bernard Shaw: Haus Herzenstod (Mangan) – Regie: Wolfgang Heinz (Deutsches Theater Berlin – Kammerspiele)
- 1962: Peter Hacks: Die Sorgen und die Macht (Komiker) – Regie:Wolfgang Langhoff (Deutsches Theater Berlin)
- 1962: Peter Hacks (nach Aristophanes): Der Frieden (Waffenkrämer) – Regie: Benno Besson (Deutsches Theater Berlin)
- 1963: Seán O’Casey: Rote Rosen für mich (Kirchendiener Samuel) – Regie: Ernst Kahler (Deutsches Theater Berlin)
- 1967: Friedhold Bauer: Baran oder die Leute im Dorf (Bürgermeister) – Regie: Friedo Solter (Deutsches Theater Berlin – Kammerspiele)

### Regisseur
- 1955: Gotthold Ephraim Lessing: Nathan der Weise (Deutsches Theater Berlin)

## Hörspiele
- 1955: A. G. Petermann: Die Premiere fällt aus (Dr. Lutz Born, Spielleiter) – Regie: Herwart Grosse (Kriminalhörspiel – Rundfunk der DDR)
- 1956: Herbert Burgmüller/Manfred Schäffer: Sein Lied war deutsch (Düringer) – Regie: Hans Busse (Hörspiel – Rundfunk der DDR)
- 1956: Nâzım Hikmet: Die Legende von der Liebe – Regie: Otto Dierichs (Rundfunk der DDR)
- 1957: Wolfgang Schreyer: Das Attentat – Regie: Lothar Dutombé (Dokumentarhörspiel – Rundfunk der DDR)
- 1959: Karlernst Ziem/René Ziem: Der Fall Dinah Furner (Rockwood) – Regie: Werner Grunow (Kriminalhörspiel – Rundfunk der DDR)
- 1960: Axel Kielland: Einer sagt nein (Generalmajor Arthur Fielding) – Regie: Wolfgang Brunecker (Hörspiel – Rundfunk der DDR)
- 1960: Anna und Friedrich Schlotterbeck: An der Fernverkehrsstraße 106 (Baron von Brandenstein) – Regie: Theodor Popp (Rundfunk der DDR)
- 1961: Klaus Glowalla: Mordprozeß Consolini – Regie: Fritz-Ernst Fechner (Hörspiel – Rundfunk der DDR)
- 1961: Guy de Maupassant: Der Millionenstreich (Chef) – Regie: Otto Dierichs (Hörspiel – Rundfunk der DDR)
- 1964: Fred von Hoerschelmann: Die Saline – Regie: Helmut Hellstorff (Hörspiel – Rundfunk der DDR)
- 1964: Ephraim Kishon: Der Blaumilchkanal (Polizeipräsident) – Regie: Helmut Hellstorff (Hörspiel – Rundfunk der DDR)
- 1964: William Shakespeare: Macbeth (Rosse) – Regie: Fritz Göhler (Hörspiel – Rundfunk der DDR)
- 1965: Albert Maltz: Das Flammenzeichen (Dr. Zoda) – Regie: Peter Groeger (Hörspiel – Rundfunk der DDR)
- 1968: Vito Blasi/Anna-Luisa Meneghini: Eiertanz (Reeder) – Regie: Hans Knötzsch (Hörspiel – Rundfunk der DDR)
- 1969: Fritz Selbmann: Ein weiter Weg – Regie: Fritz-Ernst Fechner (Hörspiel (8 Teile) – Rundfunk der DDR)
- 1969: Peter Hacks nach Aristophanes: Der Frieden (Waffenkrämer) – Regie: Wolf-Dieter Panse (Hörspiel – Rundfunk der DDR)
- 1970: Dieter Müller: Die Richter des Friedrich Ludwig Jahn (von Kamptz) – Regie: Theodor Popp (Kinderhörspiel – Rundfunk der DDR)
- 1970: Alexej Sergej: Der Sohn des Riesen – Regie: Manfred Täubert (Kinderhörspiel – Rundfunk der DDR)
- 1971: Heinrich Mann: Die Vollendung des Königs Henri Quatre – Regie: Fritz Göhler (Hörspiel – Rundfunk der DDR)
- 1973: Johann Wolfgang von Goethe: Geschichte des Götz von Berlichingen mit der eisernen Hand (Bischof) – Regie: Werner Grunow (Hörspiel – Rundfunk der DDR)
- 1973: Otto Marquardt: Chile im September (Senator) – Regie: Horst Liepach
- 1973: Gotthold Gloger: Der Mann mit dem Goldhelm (Rembrandt, 62 Jahre) – Regie: Renate Thormelen (Kinderhörspiel – Rundfunk der DDR)
- 1979: Charles Dickens: Der ungebetene Gast (Smith) – Regie: Horst Liepach (Kinderhörspiel – Rundfunk der DDR)